# Anton Raaff
Anton Raaff (también: Anton Raff) (Gelsdorf (cerca de Bonn) 6 de mayo de 1714 - Múnich, 28 de mayo de 1797) fue un tenor alemán. Por la perfección musical y técnica y el enorme registro de dos octavas y media, Raaff está considerado uno de los mejores cantantes del siglo XVIII.
Becado por el príncipe elector Clemens August de Colonia, estudió canto con el castrato Antonio Bernacchi en Bolonia, Italia por tres años, antes de comenzar una carrera que duraría hasta el 1790.
Wolfgang Amadeus Mozart escribió para él el papel del Idomeneo en su ópera idomeneo, re di creta.

## Literatura
Peter Michael Fischer: Die Stimme des Sängers, Stuttgart - Metzler, 1993, pag. 215. 216.
- Datos: Q67524
- Multimedia: Anton Raaff / Q67524